# Asim Khudiev
Asim Khudiev (Azerbeidzjaans: Asim Xudiyev) (Bakoe, 22 februari 1957) is een voormalig voetbalscheidsrechter uit Azerbeidzjan, die actief was op het hoogste niveau. Hij was FIFA-scheidsrechter van 1995 tot en met 2002, en leidde in die hoedanigheid onder meer vriendschappelijke interlands.

## Interlands
| Datum            | Plaats     | Wedstrijd               | Uitslag | Competitie        | Kreeg geel | Kreeg voor de tweede keer geel en dus rood | Weggestuurd |
| ---------------- | ---------- | ----------------------- | ------- | ----------------- | ---------- | ------------------------------------------ | ----------- |
| 30 augustus 1995 | Istanboel  | Turkije - Macedonië     | 2 – 1   | Vriendschappelijk | 1          | 0                                          | 0           |
| 22 maart 1998    | Bakoe      | Azerbeidzjan - Moldavië | 1 – 0   | Vriendschappelijk | 1          | 0                                          | 0           |
| 12 augustus 1998 | Bakoe      | Azerbeidzjan - Georgië  | 1 – 0   | Vriendschappelijk | 3          | 0                                          | 0           |
| 10 oktober 1998  | Serravalle | San Marino - Israël     | 0 – 5   | EK-kwalificatie   | 2          | 0                                          | 0           |
| 16 augustus 2000 | Chisinau   | Moldavië - Malta        | 1 – 0   | Vriendschappelijk | 3          | 0                                          | 0           |
| 21 augustus 2002 | Kiev       | Oekraïne - Iran         | 0 – 1   | Vriendschappelijk | ?          | ?                                          | ?           |
| 20 november 2002 | Serravalle | San Marino - Letland    | 0 – 1   | EK-kwalificatie   | 2          | 0                                          | 0           |